# 大阪市立三津屋小学校
大阪市立三津屋小学校（おおさかしりつ みつや しょうがっこう）は、大阪府大阪市淀川区にある公立小学校。

## 沿革
学校所在地の三津屋地区（当時の西成郡三津屋村。町村制実施により神津村、1922年神津町）には、明治時代初期に学校が設置されていたことがある。しかしその学校は1899年に移転し、現在の大阪市立神津小学校となっている。
神津町が大阪市に編入された直後の1925年、児童増加を背景に、三津屋地区に神津小学校の分校が設置された。この分校が、現在の三津屋小学校の源流となっている。
分校設置の翌年の1926年、神津小学校より独立開校した。その後児童数の増加により、現在の大阪市立新高小学校・大阪市立野中小学校の2校を分離開校させている。

### 年表
- 1925年9月 - 大阪市神津尋常高等小学校（現在の大阪市立神津小学校）分校として設置。
- 1926年12月1日 - 大阪市三津屋尋常小学校として独立開校。
- 1941年4月1日 - 国民学校令により、大阪市三津屋国民学校に改称。
- 1942年11月2日 - 大阪市新高国民学校（現在の大阪市立新高小学校）・大阪市野中国民学校（現在の大阪市立野中小学校）の2校を分離。
- 1944年9月10日 - 三島郡島本町に集団疎開。
- 1945年6月15日 - 大阪大空襲で校舎全焼。
- 1947年4月1日 - 学制改革により、大阪市立三津屋小学校に改称。
- 1964年 - 大阪市教育委員会から、特別活動の研究校に指定される（1965年度まで）。
- 1971年 - 大阪市教育委員会から、同和教育の研究校に指定される（1972年度まで）。

## 通学区域
- 大阪市淀川区 三津屋北1丁目-3丁目、三津屋中1丁目-3丁目、三津屋南1丁目-3丁目。

## 交通
- 阪急神戸本線 神崎川駅から南へ800m
- 阪急宝塚本線 三国駅から南西へ1200m
- 大阪シティバス 8・25系統・国際興業バス 淀川区乗合タクシー　三津屋小学校バス停下車